# Jonathan Wild

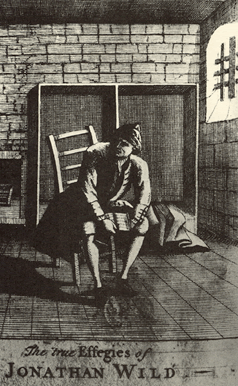
Jonathan Wild w celi więzienia Newgate

Jonathan Wild (ur. ok. 1683, zm. 24 maja 1725) – przestępca uważany za najsłynniejszego w Wielkiej Brytanii w XVIII wieku.
Wild znany jest zarówno ze swojej przestępczej działalności, jak i z powodu opisania go w literaturze przez XVIII-wiecznych satyryków, takich jak np. Henry Fielding. Jego wpływy jako szefa gangu dawały mu wiele możliwości, m.in. manipulowanie prasą. Tworzył wizerunek łowcy nagród gromiącego przestępców, co przyniosło mu ogromną popularność wśród społeczeństwa.
W roku 1720, kiedy na jaw wyszło jego prawdziwe oblicze, został skazany na śmierć przez powieszenie. Dziś uchodzi w Wielkiej Brytanii za symbol hipokryzji i zepsucia.